# Los Olmos
Los Olmos („die Ulmen“) ist ein Ort und eine Gemeinde mit 117 Einwohnern (Stand: 2024) in der Provinz Teruel in der autonomen Region Aragonien im östlichen Zentrum von Spanien.

## Lage und Klima
Der Ort Los Olmos liegt ca. 100 km (Fahrtstrecke) nordöstlich der Stadt Teruel in einer Höhe von ca. 870 m; die Stadt Saragossa liegt etwa 130 km nordwestlich. Bis zur Mittelmeerküste sind es etwa 100 km (Luftlinie). Das Klima ist meist warm und trocken; der eher spärliche Regen (ca. 350 mm/Jahr) fällt überwiegend in den Wintermonaten.

## Bevölkerungsentwicklung
| Jahr      | 1857 | 1900 | 1950 | 2000 | 2022 |
| Einwohner | 534  | 566  | 471  | 142  | 120  |

Die Mechanisierung der Landwirtschaft sowie die Aufgabe bäuerlicher Kleinbetriebe und der daraus resultierende Verlust an Arbeitsplätzen haben seit der Mitte des 20. Jahrhunderts zu einer Landflucht und zu einem deutlichen Bevölkerungsrückgang des Ortes geführt.

## Wirtschaft
Etwa die Hälfte des Gemeindegebietes wird landwirtschaftlich genutzt, wobei der Anbau von Getreide im Vordergrund steht.

## Geschichte
Eisenzeitliche und antike Funde wurden auf dem Gemeindegebiet entdeckt. Im 8. Jahrhundert eroberten die Mauren beinahe die gesamte Iberische Halbinsel. Die Gegend wurde im 12. Jahrhundert aus den Händen der Mauren zurückerobert (reconquista) und von König Alfons II. dem Calatravaorden übergeben. Während des Spanischen Bürgerkriegs (1936–1939) wurde das Archiv des Ortes zerstört.

## Sehenswürdigkeiten
- Eine von den Rittern des Calatravaordens erbaute Burg (castillo) ist nicht mehr erhalten.
- Die Iglesia de San Salvador wurde in der Zeit um das Jahr 1700 erbaut. Im Gegensatz zum übrigen Bau besteht der aufgesetzte Turm aus Ziegelsteinen.
- Die Ermita de Santa Bárbara stammt aus dem 17. Jahrhundert.
- Das dreistöckige Rathaus (ayuntamiento) ruht im vorderen Erdgeschoss-Bereich auf Säulen.[4]